# Чжоу Лулу
Чжо́у Лулу́ (кит. упр. 周璐璐, пиньинь Zhōu Lùlu, род.19 марта 1988) — китайская тяжелоатлетка, олимпийская чемпионка.

## Биография
Чжоу Лулу родилась в 1988 году в посёлке Даяо района Мупин городского округа Яньтай провинции Шаньдун. В 1999 году поступила в районную спортшколу, где занялась тяжёлой атлетикой. В 2001 году перешла в Яньтайскую спортшколу, в 2003 году вошла в сборную провинции.
В 2009 году Чжоу Лулу заняла второе место на 11-й Спартакиаде народов КНР. В 2011 году она получила золотую медаль чемпионата мира, а в 2012 году стала чемпионкой Олимпийских игр.
В 2011 году на Чемпионате мира (Париж) установила мировой рекорд — 328 кг по сумме упражнений (побит в 2012 году Татьяной Кашириной).
На Азиатских играх (Инчхон, Южная Корея), Чжоу Лулу установила новый мировой рекорд в толчке — 192 кг (побив предыдущее достижение Татьяны Кашириной, показанное на Чемпионате мира 2013), а также обновила рекорд Азиатских Игр в рывке — 142 кг и в сумме — 334 кг (повторив таким образом мировой рекорд по сумме Кашириной). Рекорды, установленные Лулу, были вновь побиты Татьяной Кашириной на Чемпионате мира в Алматы (2014).